# Moisés Hasson Camhi
Moisés Hassón Camhi, chileno nacido en 1959 en Temuco, de profesión Ingeniero Informático de la Universidad de Chile y magíster en ciencias, está dedicado desde los años ochenta a la escritura, investigación y rescate patrimonial de la historia gráfica en general y la manifestación de la ciencia ficción en Chile. 

## Biografía
Ha publicado varios libros centrados en el legado de tales expresiones artísticas en la cultura chilena, tales como Comic en Chile: Sátira Política, Precursores del cómic chileno de ciencia ficción: 1890- 1960 y el libro Historia del cómic en Chile. La edición francesa de este último título, Histoire de la BD au Chili à travers les revues de 1858 à nos jours, fue finalista al Prix SOBD Neuvième Art a la mejor obra sobre historietas en 2024 en París.
En 2014 funda junto a su socia María Eliana Aguayo la editorial NautaColecciones, dedicada al rescate del patrimonio gráfico,y bajo cuyo sello ha publicado la mayoría de sus obras. Uno de sus rescates más valorados es la publicación íntegra del primer cómic de ciencia ficción hecho en Chile hace más de cien años: Viaje de la Tierra a Marte, de Andrés Magré, publicado originalmente de manera serial en la prensa chilena en 1924 y sacado del olvido en una edición de lujo monitoreada por Moisés Hassón y María Eliana Aguayo en 2023.
Moisés Hassón ha publicado a la fecha siete libros con la historia de las revistas y la gráfica chilena, algunos de ellos con el apoyo de los fondos concursables del Ministerio de las Culturas y el Patrimonio para la edición de libros. También ha formado parte de numerosas delegaciones oficiales representando a Chile en festivales y eventos como el Festival de Angoulême en Francia, dictando charlas en la mayoría de ellos.
Entre los años 1986 y 1989, mientras se encontraba terminando sus estudios de postgrado, publicó un fanzine de ciencia ficción titulado Nadir con eco internacional, tanto en América del Norte como Europa. Durante casi diez años realizó innumerables artículos y notas sobre la literatura de ciencia ficción chilena, las publicaciones Pulp y las revistas en español. Varios de estos artículos se publicaron en traducciones al inglés y al francés. El año 1987 recibió el premio al mejor fanzine chileno otorgado por el Club de Ciencia-Ficción de Chile.
Como corresponsal en Chile de la revista francesa especializada Papiers et Nickeles desde el año 2017, ha publicado dos artículos con capítulos de la historia y vida de la gráfica chilena.
Desde el año 2012 al año 2018 publicó en el blog bibliotecajuntoalmar.blogspot.com artículos sobre temas de ciencia ficción, fantasía, comics, ilustración, literatura y cultura popular, con más de 180 entradas.
También es autor de un libro con la historia de su familia Morada De Mis Antepasados – De Monastir A Temuco (editorial Tirocinio, Barcelona).
Posee numerosas ponencias en congresos y encuentros que han sido incluidos en libros y revistas. También ha sido curador de la exposición Historia de la historieta en Chile en el Festival de Bande Dessinée de Lyon, LyonBD, en junio de 2019.
En el año 2023 la editorial PLG publicó en Francia su libro Histoire de la BD au Chili à travers les revues de 1858 à nos jours finalista al Prix SOBD Neuvième Art a la mejor obra sobre historietas en 2024 en París.
Esta misma investigación, bajo el título Historia del cómic en Chile, tuvo su versión en castellano para España y Chile vía Marmotilla Ediciones y NautaColecciones.
Desde el año 2019 ejerce además la labor de presidente de la Cooperativa Gráfica Chilena, que agrupa a editoriales e investigadores interesados en la historia de la ilustración en Chile. Ha desarrollado proyectos de investigación para el Fondo de Apoyo a la Investigación Patrimonial del Servicio Nacional del Patrimonio Cultural con la Biblioteca Nacional en el proyecto La ilustración en las partituras de la Casa Amarilla de Valparaíso (1900-1950). El caso de ATO (2019) y con el Archivo Judío de Chile el proyecto Aporte Judío a la Ilustración y el libro en Chile.

## Libros publicados
- Fanzine Nadir (como Editor), 1986-1989

- La Novela Popular en España 2 (como coautor), editorial Robel, Madrid, 2001, ISBN 84-931827-1-0.

- Comics en Chile – Catálogo de revistas 1908 2000, NautaColecciones Editores, (dos ediciones a la fecha, 2014 y 2016). (Seleccionado Fondo Edición del Libro, Ministerio de Cultura de Chile).

- Pin-Up Comics Picarescos en Chile, NautaColecciones Editores, 2015, Santiago.

- Sátira Política en Chile (1858-2016), NautaColecciones Editores, 2017, Santiago

- Morada de mis antepasados, Tirocinio ediciones, 2009, Barcelona. Una historia sefardí: De Monastir a Temuco, Barcelona, 2009.
- Dibujante Héctor Arroyo. Una aventura en Hollywood, NautaColecciones Editores, 2019 (coautor). (Seleccionado Fondo Edición del Libro, Ministerio de Cultura de Chile). Obra escrita en colaboración con María Eliana Aguayo.
- Precursores del Comics Chileno de Ciencia-Ficción, NautaColecciones Editores, 2019. (Seleccionado Fondo Edición del Libro, Ministerio de Cultura de Chile).
- Revista Mampato. Un viaje espacio temporal, NautaColecciones Editores, 2022. Obra escrita en colaboración con Claudio Aguilera. (Seleccionado Fondo Edición del Libro, Ministerio de Cultura de Chile).
- Histoire de la BD au Chili à travers les revues de 1858 à nos jours, par Moises Hasson, PLG Editions (France), 2023.
- Historia del cómic en Chile, coedición, ediciones Marmotilla (Madrid) y NautaColecciones Editores (Santiago), 2024.

## Premios
- Finalista al Prix SOBD Neuvième Art a la mejor obra sobre historietas en 2024 en París por Histoire de la BD au Chili à travers les revues de 1858 à nos jours.[17][18]

- Mejor trabajo académico chileno sobre Historietas para el libro Comics en Chile: Catálogo (1908-2000) (edición corregida y aumentada). Premios Multiverso 2016.[19]
- Premio Nova al trabajo de aficionado con la producción de Nadir el año 1987 por el Club de Ciencia-Ficción de Chile.[20]
- Mención Honrosa en la categoría “Ensayo”. III Concurso Literario XICóATL organizado por la revista austríaca homónima, parte de la organización cultural YAGE. Julio – 1996.  Trabajo: Personajes Populares: El Enfoque Latino.